# Katolická univerzita
Katolická univerzita (latinsky Universitas catholica) je soukromá univerzita zřizovaná a řízená autoritou katolické církve proto, aby přispívala „k vyšší kultuře lidí a k plnějšímu rozvinutí lidské osobnosti a k plnění učitelského úřadu církve“. Církevní představený také dává souhlas s tím, aby tato univerzita mohla používat název katolická. Jde o univerzitu v plném slova smyslu, na níž je také zřízena teologická fakulta, vyučuje se a bádá s respektem ke katolické nauce, také učitelé mají být vzorem v nauce i mravech.

## Typy univerzit
Kodex kanonického práva rozlišuje dva typy univerzit uvnitř katolické církve:
- katolické univerzity, kde se vyučují i neteologické obory (kán. 807-814). Zvláštním případem katolické univerzity je papežská univerzita, zřizovaná přímo Svatým stolcem, nebo nesoucí tento titul jako privilegium udělované Kongregací pro katolickou výchovu
- církevní univerzity, které jsou určeny k bádání v teologických oborech nebo oborech s nimi spojených a jejich vyučování (kán. 815-821).

Předpisy Kodexu kanonického práva pro katolické univerzity (kán. 807-814) konkretizuje apoštolská konstituce Jana Pavla II. Ex corde ecclesiae o katolických univerzitách z 15. srpna 1990.
Kromě katolických univerzit existují také katolická vysokoškolská zařízení (instituty vysokoškolských studií), pro něž platí stejná pravidla jako pro katolické univerzity. Katolické univerzity jsou nejčastěji zřizovány biskupskými konferencemi nebo diecézními biskupy.